# Scindapsus rupestris
Scindapsus rupestris — вид квіткових рослин із родини кліщинцевих (Araceae), роду Scindapsus. Це ліана, рідним ареалом якої є Борнео, п-в Малайзія, Суматра, Таїланд.